# Заботин, Дмитрий Ильич
Дмитрий Ильич Заботин (29 октября 1919, Ивановская область, Василево- 15 ноября 2017, Ивановская область, Семейкино) — мастер машинного доения коров совхоза «Шуйский» Ивановской области. Участник Великой Отечественной войны, Герой Социалистического Труда (1961).

## Биография
Родился 29 октября 1919 года в деревне Василёво Шуйского района Ивановской области в крестьянской семье.
В 1939 году был призван в Красную Армию. В том же году участвовал в освободительном походе в Западную Украину и Западную Белоруссию. Участник Великой Отечественной войны с первого дня. В одном из первых боев боец пулемётного расчёта Заботин подбил из своего «Максима» летящий на бреющем полёте вражеский бомбардировщик. Затем было отступление до самого Киева, оборона столицы Украины.
Ранение в ногу, окружение и плен. Работал на немецких заводах в Магдебурге до мая 1945 года, пока не освободили союзники. Уже после Победы ещё год служил в армии до демобилизации.
Вернувшись на родину, некоторое время работал на фабрике «Шуйский пролетарий» электриком. Женившись, переехал в село Семейкино, устроился механиком на животноводческую ферму совхоза «Шуйский», где работал дояркой жена — Зинаида Ивановна. Когда в 1959 году супруга перешла на машинную дойку, Дмитрий Ильич помогал монтировать и настраивать доильный аппарат ДА-3, оборудовать доильное место «ёлочка». Изучив особенности работы, модернизировал доильный аппарат, облегчив труд доярки и одновременно повысив надои.
Со временем перешел на ферму оператором машинного доения, стал работать в паре с женой. Вскоре слава о животноводах Заботиных вышла за пределы области. К ним за опытом стали приезжать животноводы и из соседних областей, из дальних районов страны. На базе Семейкинской фермы совхоза «Шуйский» была организована республиканская школа передового опыта.
К 1961 году Заботины обслуживали уже 300 коров. Мастера машинного доения коров сумели в 10-12 раз повысить производительность труда и получить в 1961 году 657 тонн молока. Трудовые затраты на производство одного центнера продукции сократились почти втрое, значительно снизилась и её себестоимость.
Указом Президиума Верховного Совета СССР от 31 декабря 1961 года за разработку и внедрение в сельскохозяйственное производство прогрессивных приемов, обеспечивающих повышение производительности труда и снижение себестоимости продукции, за достигнутые высокие производственные показатели Заботину Дмитрию Ильичу присвоено звание Героя Социалистического Труда с вручением ордена Ленина и золотой медали «Серп и молот».
Этим же Указом высокое звание было присвоено жене — Заботиной Зинаиде Ивановне.
До ухода на пенсию трудился в совхозе. До конца жизни проживал в селе Семейкино Шуйского района Ивановской области.
Награждён орденами Ленина, Отечественной войны 2-й степени, медалями, в том числе «За оборону Киева» и Жукова.
В 1973 году была учреждена премия имени Заботиных, которая присуждается победителям соревнования животноводов.